# Leptoseris explanata
Leptoseris explanata là một loài san hô trong họ Agariciidae. Loài này được Yabe & Sugiyama mô tả khoa học năm 1941.